# Famille recomposée (film)
Pour plus de détails, voir Fiche technique et Distribution.
Famille recomposée (Blended) est un film américain de comédie romantique réalisé par Frank Coraci, sorti en 2014.
Troisième collaboration entre Adam Sandler et Drew Barrymore après Wedding Singer : Demain, on se marie ! et Amour et amnésie, le film narre l'histoire de deux parents célibataires qui sont allés à un rendez-vous arrangé ensemble et n'ont plus jamais voulu se revoir par la suite. À leur grande surprise, ils se retrouvent tous les deux dans le même complexe de safari africain avec leurs enfants et sont obligés de rester ensemble.
Sorti en mai 2014, Famille recomposée est mal reçu par la critique et ne rencontre qu'un succès commercial mitigé, rapportant plus de 128 millions de dollars de recettes mondiales au box-office, pour un budget de 40 millions.

## Synopsis
Après un rendez-vous lamentable, Jim et Lauren sont tombés d'accord sur une chose: ils ne veulent plus jamais se revoir. Cependant, le hasard s'en mêle, et ils se retrouvent en famille avec leurs enfants. Tous sont coincés et obligés de partager une suite dans un hôtel de luxe pour un safari en Afrique durant une semaine. C'est ainsi que Jim et Lauren se retrouvent en Afrique avec leurs enfants respectifs.

## Fiche technique
- Titre original : Blended
- Titre francophone : Famille recomposée
- Réalisation : Frank Coraci
- Scénario : Clare Sera, Ivan Menchell
- Photographie : Julio Macat
- Montage : Tom Costain
- Musique : Rupert Gregson-Williams
- Production : Adam Sandler, Jack Giarraputo, Mike Karz
- Société(s) de production : Happy Madison Productions, Gulfstream Pictures, Karz Entertainment
- Société(s) de distribution : Warner Bros. Pictures
- Budget : 40 millions $
- Pays d'origine :  États-Unis
- Langue originale : anglais
- Format : Couleur
- Genre : Comédie romantique
- Durée : 117 minutes[4]
- Date de sortie : 
  - États-Unis, Canada et Royaume-Uni : 23 mai 2014
  - France : 15 octobre 2014 (vidéo à la demande), 27 mai 2015 (sortie en DVD)

Video : En Vidéo à la demande en version française + En DVD en version québécoise chez Warner

## Distribution
- Adam Sandler (VF : Serge Faliu ; VQ : Alain Zouvi) : Jim Friedman
- Drew Barrymore (VF : Laura Préjean ; VQ : Aline Pinsonneault) : Lauren Reynolds

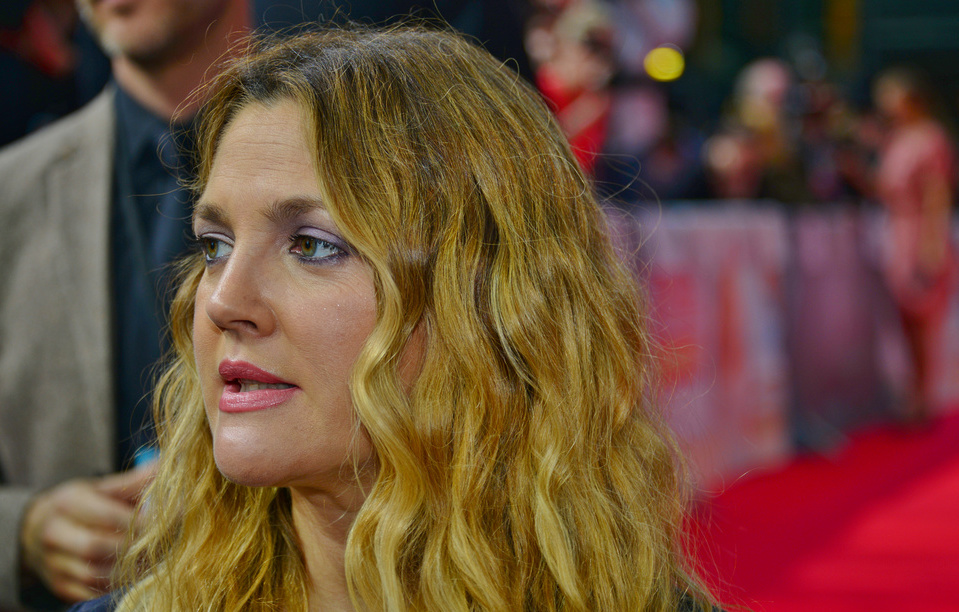
L'actrice principale Drew Barrymore à la première allemande du film, en mai 2014.

- Bella Thorne (VF : Léopoldine Serre ; VQ : Laëtitia Isambert-Denis) : Hillary « Larry » Friedman
- Emma Fuhrmann (VF : Lucille Boudonnat ; VQ : Ludivine Reding) : Espn Friedman
- Braxton Beckham (VF : Valentin Cherbuy ; VQ : Matis Gélinas) : Brendan Reynolds
- Alyvia Alyn Lind (VQ : Prune Axelrad) : Lou Friedman
- Kyle Red Silverstein (VF : Kyllian Trouillard ; VQ : Louis-Julien Dorso) : Tyler Reynolds
- Shaquille O'Neal (VF : Asto Montcho) : Doug
- Terry Crews (VF : Gilles Morvan ; VQ : Thiéry Dubé) : Nickens
- Abdoulaye N'Gom (VF : Sydney Kotto ; VQ : François L'Écuyer) : Mfana
- Joel McHale (VF : Franck Lorrain ; VQ : Jean-François Beaupré) : Mark Reynolds
- Wendi McLendon-Covey (VF : Laurence Bréheret) : Jen
- Kevin Nealon (VQ : Marc-André Bélanger) : Eddy
- Jessica Lowe (VF : Marie Tirmont ; VQ : Sarah-Jeanne Labrosse) : Ginger
- Zak Henri (VF : Maxime Baudouin) : Jake
- Dan Patrick : Dick
- Casey Luckey (VF : Gérard Surugue) : Buster Bunny
- Alexis Arquette : Georgina
- Allen Covert : 220 Tom
- Rob Moran (VF : Sébastien Ossard) : le père au baseball
- Mary Pat Gleason : la caissière de la pharmacie
- Lauren Lapkus : Tracy, la baby-sitter
- Jackie Sandler : la belle-mère d'Hollywood
- Susan Yeagley : la belle-mère du Sud
- Jonathan Loughran : un arbitre
- Jackie Goldston : la cliente de Lauren
- Dale Steyn : lui-même
- Bill Romanowski : un supporter au baseball

 Source et légende : version française (VF) sur RS Doublage ; version québécoise (VQ) sur Doublage.qc.ca
- Note : En France, le doublage québécois est exploité lors de son exploitation en DVD, tandis que le doublage français est utilisé uniquement lors de sa diffusion télévisée.

## Sortie et accueil

### Réception critique
Le long-métrage est largement mal reçu par les critiques professionnels, obtenant un taux d'approbation de 15% sur le site Rotten Tomatoes, pour 137 critiques collectées et une moyenne de 4,1⁄10 et un score moyen de 31⁄100 sur le site Metacritic, pour 33 critiques collectées et une mention « avis généralement défavorables ». Le public interrogé par CinemaScore lui attribue une note de A- sur une échelle de A à F.

### Box-office
Le film a rencontré un échec commercial aux États-Unis, ne rapportant que  46 294 610 $ de recettes au box-office, pour un budget de production de 40 millions $. Pour son démarrage, il n'a rapporté que près de 14 290 000 $ pour son premier week-end d'exploitation, le hissant en troisième position derrière X-Men: Days of Future Past et Godzilla, alors qu'il aurait dû rapporter 30 000 000 $ de recettes selon les analystes,. Selon Warner Bros, le distributeur, le public était composé à 56 % de femmes et à 74 % de plus de 25 ans, ce qui indique que les familles ne constituaient pas une part importante du public du week-end d'ouverture. Cinema Blend l'a décrit comme « l'un des pires démarrages d'Adam Sandler » en le comparant à Amour et amnésie qui démarrait avec 40 millions de $ dix ans auparavant,,. Le président de la distribution américaine de Warner Bros, Dan Fellman, a attribué la faible ouverture au beau temps pendant le week-end du Memorial Day, mais était optimiste sur la base de la note A− de CinemaScore.
Toutefois, le long-métrage fonctionne mieux à l'international avec 81 700 000 $ de recettes, portant le total des recettes mondiales à 127 994 610 $.